# モバイルWiMAX

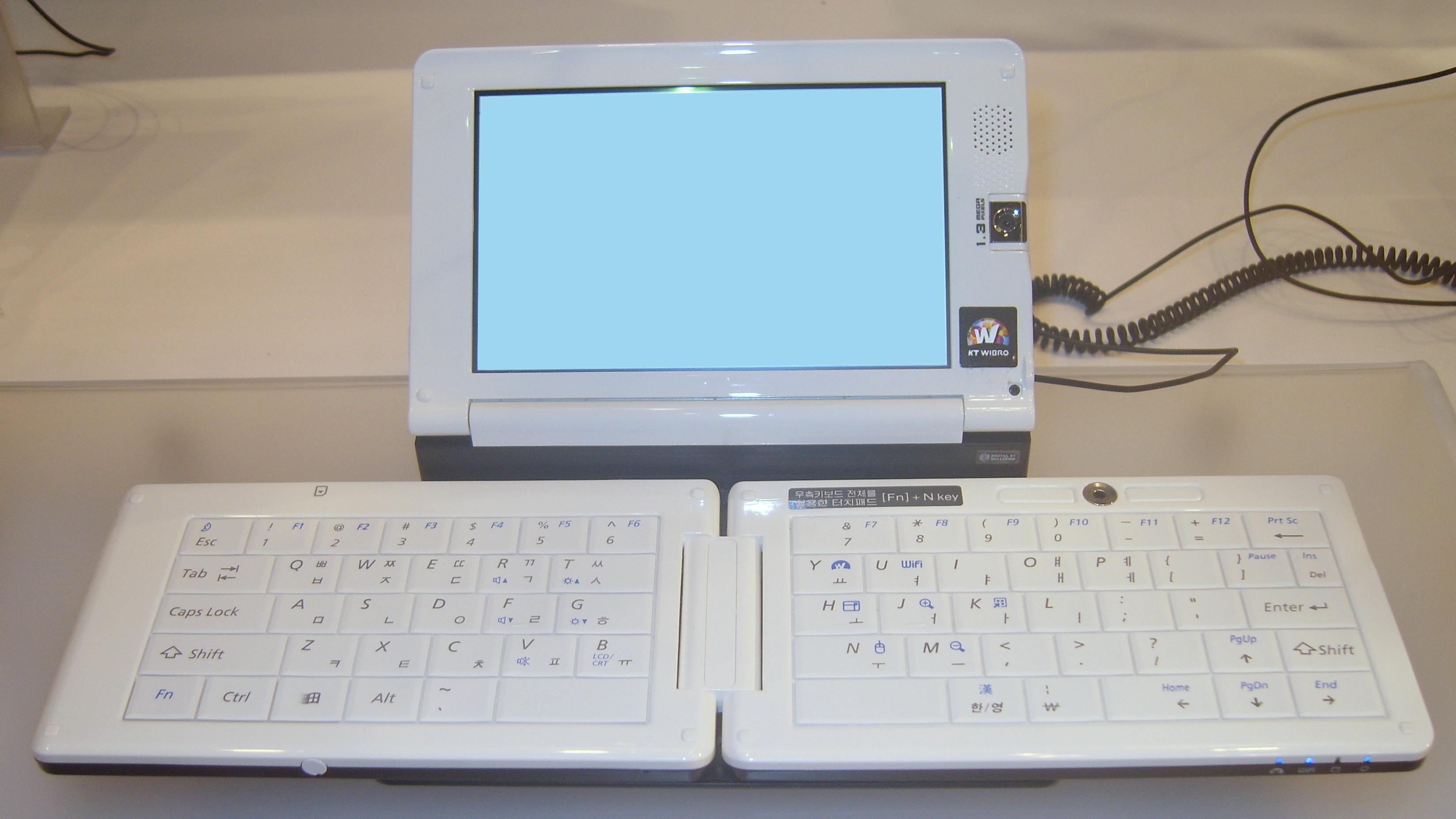
モバイルWiMAX対応Samsung製のUMPC「SPH-P9200」

モバイルWiMAX（モバイル ワイマックス、Mobile Worldwide Interoperability for Microwave Access）とは、移動体通信を想定した無線ネットワーク・システムの規格の1つである。最初の規格は、第3.9世代移動通信システムの一つで、2005年12月に、電気通信に関する国際的な標準化団体であるIEEEで、IEEE 802.16e-2005として規格が定められた。後継規格はWiMAX2とも呼ばれ、第4世代移動通信システムの一つで、2011年3月31日にIEEE 802.16mとして規格が定められた。
この規格は、固定式、又はほとんど移動しない用途での無線ネットワーク・システムの規格であるWiMAXが元となって策定されたため、主要な部分が同一である。以下では両規格の差異と、出来る限りモバイルWiMAXの独自の点に関して示すものとする。

## 特徴
高速通信
モバイルWiMAXの伝送速度は75Mbpsとされ、例えば同様の用途として2009年初頭現在、日本で最大伝送速度を持つHSDPAでサービスされている7.2Mbps又は14.4Mbpsやその規格上限の28.0Mbpsと比較すると、モバイルWiMAXは規格上はかなり上回っている。2009年夏から提供されている日本での商用サービス（UQコミュニケーションズ）では下りを40Mbpsとしている。
比較的広いセル
無線通信によるコンピュータ・ネットワークであるモバイルWiMAXは、規格上の通信距離が1 - 3kmとされる。また、固定用途に限定すれば「WiMAX」（IEEE 802.16-2004）という兄弟規格があり、それは移動通信には向かないものの通信距離が2 - 10kmとされて無線MANや無線WANに相当する。モバイルWiMAXは、1つの無線基地局がカバーするサービスエリアであるセルの範囲は1km程度（UQの場合、都市部は750m以下で設計）となると考えられている。
高速移動体に対応
IEEE 802.16eの規格では120km/hの移動速度でもセクター間のハンドオーバーが可能となっている。実際の試験では200km/hでの移動でも支障は生じなかった。
常時接続
LANのように常時接続を前提としたサービスが想定されており、ダイヤルアップ接続のようなわずらわしさがない。このため、企業内のPCをシンクライアントにすることで外出先にそのまま持ち出して事務・作業などを行える可能性がある。
世界標準規格
日本では携帯電話会社が個別の規格による携帯無線機本体の乱立を招いたため、ユーザーが他社へ携帯サービスを移行するには電話機を買い換えねばならないことが普通だった。また、海外での使用にも2Gの頃には日本だけが独自規格のPDC方式で、3G移行後もSIMカードロックによる制約があるなど、利用上の不便が付きまとっていた。世界標準規格に対応すれば、こういった問題は生じないと同時に、開発コスト低減や量産効果、各社の競争によって電話機（通話端末）や無線ターミナル（端末）の価格が安く出来ると期待される。

## 用途
- ノートPC類、多機能携帯電話機、スマートフォン、携帯情報端末、など
  - 電子メール
  - ブラウザ
  - 音楽
  - 動画
- シンクライアントPC
- カーナビ
- 家庭用ゲーム機
- デジタル家電製品
- 医療機器
- テレメトリング
  - 電気・ガス・水道の自動検針
  - ビル内（エレベーター、空調、照明、防犯、防災）の監視
  - 自動販売機の監視
  - 自然環境調査、気象地震観測、交通量調査、原子炉炉心監視、など
- デジタルサイネージ
- クレジットカード決済システム[2]

## 3.5G vs. 3.9G
携帯電話の世代では、HSPAやCDMA2000 1xEV-DOなどは第3.5世代にあたり、モバイルWiMAXとその対抗馬とされるLTEは第3.9世代と呼ばれる。これらは世代数を"Generation"の意味で「3.5G」や「3.9G」と表現する。

## 技術
ほとんどの技術は（固定）WiMAXの規格である"IEEE 802.16-2004"と同様である。以下にそれぞれの主な技術を示す。
|                    | （固定）WiMAX                   | モバイルWiMAX                      |
| ------------------ | ------------------------------- | ---------------------------------- |
| 規格名             | IEEE 802.16-2004                | IEEE 802.16e-2005                  |
| 利用周波数帯       | 11GHz帯以下                     | 6GHz帯以下                         |
| 伝送速度           | 最大約75Mbps（20MHz帯域使用時） | 最大約75Mbps（20MHz帯域使用時）    |
| 変調方式           | OFDM                            | OFDM, OFDMA, SOFDMA                |
| 変調方式           | BPSK/QPSK, 16QAM & 64QAM        | QPSK, 16QAM & 64QAM                |
| マルチアンテナ技術 | MIMO（オプション）              | MIMO, AAS, STC（すべてオプション） |
| 移動性             | 固定・可搬                      | 固定・可搬・移動体（120km/h）      |
| チャンネル帯域     | 1.75 - 10MHz可変                | 1.25 - 20MHz可変                   |
| セル半径           | 2 - 10km                        | 1 - 3km                            |
| 標準化完了時期     | 2004年6月1日                    | 2005年12月1日                      |

復信方式には、FDDとTDDの2つの方式があり、モバイルWiMAXではTDDが規定されている。FDD（Frequency Division Duplex、周波数分割複信）は携帯電話でも採用されている、上りと下りで別の周波数を使用する方式であり、有線通信ならば4線式全二重通信にあたる。TDD（Time Division Duplex、時分割複信）では上りと下りを同一の周波数を使用して、ミリ秒単位で上下を切り替える方式であり、有線通信での2線式半二重通信に近いがTDDは両端部で時間軸に対して圧縮と展張を行うことが前提である点では異なる。上り下りで求められる送信容量が異なる場合、その情報量の比率を変えることが出来る点でFDDよりTDDの方が電波の利用効率は上がる。しかし回路はTDDの方が複雑になってしまう。

### QoS
WiMAXではパケットを平等に扱うのではなく、MACレイヤのパケットを見てアプリケーションに応じて5つの異なるQuality of Service（QoS）を提供する。
- VoIP：UGS（Unconsolicited Grant Services）クラス
- ビデオ・ストリーミング：rtPS（Real-Time Polling Services）クラス
- VoIP（無音制御有）：ErtPS（Extended Real-Time Polling Services）クラス
- FTP：nrtPS（Non-Real-Time Polling Services）クラス
- データ通信：BE（Best Effort）クラス[2]

### マルチホップリレー
2006年3月にIEEE 802.16jが発足し、マルチホップリレーに関するタスクグループによって標準化作業が開始された。
マルチホップリレーには「透過型中継モード」と「非透過型中継モード」がある。
いずれの場合も、本技術が関係するのは、1つの移動局（無線端末）に対して、マルチホップリレー対応基地局とマルチホップリレー中継局という2つの固定無線局である。両モードとも、移動局が基地局より中継局のほうが近い場合に、移動局と基地局間の無線データ通信を中継局が中継する点では変わらない。また、ホッピングはいずれも1回のみである。
透過型中継モード（Transparent mode）
移動局が基地局の通信エリア内にあって、プリアンブルとフレーム制御ヘッダ、MAPといった制御信号を移動局が基地局から直接受信できる場合には、中継局はそれらの制御信号を送らずにただ移動局と基地局間の無線データ通信を中継するだけである。
非透過型中継モード（Non-transparent mode）
移動局が基地局の通信エリア外にあって、プリアンブルとフレーム制御ヘッダ、MAPといった制御信号を移動局が基地局から受信できない場合に、中継局はそれらの制御信号を基地局から受けて移動局に中継送信し、加えて移動局と基地局間の無線データ通信を中継するものである。

### ハンドオーバー
基地局の通信エリアであるセルを越えて移動局が移動し次の基地局のセルに入っている時に通信を担当する基地局を切り替える仕組みであるハンドオーバーは、IEEE 802.16eでは4つの方式が規定されている。これらは、通信が途中で一度途切れる2種類のハード・ハンドオーバーと通信が途中で途切れない2種類のソフト・ハンドオーバーである。
Break-Before-Make HO（BBMHO）
ブレーク・ビフォアー・メイク・ハンドオーバーは、ハード・ハンドオーバー方式であり、一度基地局との通信を切り、あらためて新たな基地局を捜して通信を確立する方法である。自動的に切り替えが行われるが、通信途中で切断され、再び繋がるという不便さがある。
Make-Before-Break HO（MBBHO）
メイク・ビフォアー・ブレーク・ハンドオーバーは、元の基地局との通信を切る前に新たな基地局との通信を確立するハード・ハンドオーバー方式である。
Fast-BS-Switch（FBSS）
ファースト・ベースステーション・スイッチは、2つ以上のアンテナを使って電波の強いアンカー基地局と呼ばれる新たな基地局を捜し、通信切り替えを準備してからフレーム単位での高速な切り替えが行われる。この、複数アンテナを使って通信状態の良い基地局を選ぶ技術を「ダイバーシティ」と呼ぶ。ソフト・ハンドオーバーである。
Macro Diversity Handover（MDHO）
マクロ・ダイバーティ・ハンドオーバーは、複数の基地局から同時に同じ内容の通信データが送信され、移動局側はこれらを受信して信号を合成する。移動局側は単一の通信データによって複数の基地局へ返す。この移動局側で受信した複数の通信データの信号を合成することを「ダイバーシティ合成」と呼ぶ。また複数の基地局間でも移動局からの上り回線データを合成して復調・複合が行われる。ソフト・ハンドオーバーである。

### 省電力化
移動局は携帯機器が想定され、内蔵電池の消費を抑える必要から通信に関わる2つの省電力化技術が規定されている。
アイドルモード
アイドルモード（待ち受け状態）では、移動局側の送信回路は停止されるが、下り回線のブロードキャスト・メッセージだけは受信しており、ページングと呼ばれる特定移動局宛のブロードキャスト・メッセージを受信すれば、該当する移動局はアイドルモードであってもそれを抜けて通常の接続状態に戻され、基地局からの通信データの受信を開始する。
スリープモード
スリープモード（休止状態）では、移動局が事前に基地局に対してスリープモードに入ることを伝える。基地局側で移動局の休止可能時間を設定でき、その間は基地局と移動局の双方で通信は行わない。これにより基地局はスリープモードにある移動局に対しては、たとえネットワークから移動局に対する呼び出し要求があってもページングは行わない。移動局の電力消費を抑えるとともに電波リソースも節約できる。移動局側はスリープモードはオプションであるが、基地局は必須である。

### 誤り訂正
WiMAX規格ではARQと呼ばれる誤り検出訂正技術が必須として規定されていたが、モバイルWiMAX規格では新たにFECを含むHARQが必須とされた。
FEC
FEC（Forward Error Correction、前方誤り訂正）とは、送信パケットにあらかじめ誤り検出訂正用のCRC（Cyclic Redundancy Check、巡回冗長検査）符号を加えておき、可能ならば誤り検出とその訂正を受信側が単独で行うものである。多数ビットの誤り検出と少数ビットの誤り訂正が可能である。
ARQ
ARQ（Automatic Repeat reQuest、自動再送要求）とは、誤りを含んだパケットの受信を確認すると、そのパケットのシーケンス番号をNACK（Negative ACKnowledgments、否定応答）とともに返信して誤ったパケットを破棄し、新たなパケットを受け取って再び正誤確認から行うことである。
HARQ
HARQ（Hybrid Automatic Repeat reQuest）ではARQとFECを組み合わせ、さらに誤りを含むパケットも利用する。ARQは送信と受信の双方の手間によって受信完了までの遅延時間が長くなる傾向があるため、モバイルWiMAX規格では、FECと組み合わせて少数ビットの誤りはARQを用いず受信側でCRC符号より訂正し、FECのCRC符号では訂正できない多数ビットの誤りに対してARQを使った再送処理を行う。また、この再送処理時には誤りを含んだパケットを破棄せずに保持しておき、再送されてきたパケットと合成演算を行い正しいパケットを導出する。この合成はチェイス合成と呼ばれる。再送信されるパケットは、時間を短縮するためにFECにより正しく複号化できる最低限に短いパケットだけが送信側から送られるIR（Incremental Redundancy）法もオプションとして規定されている。

### アンテナ技術

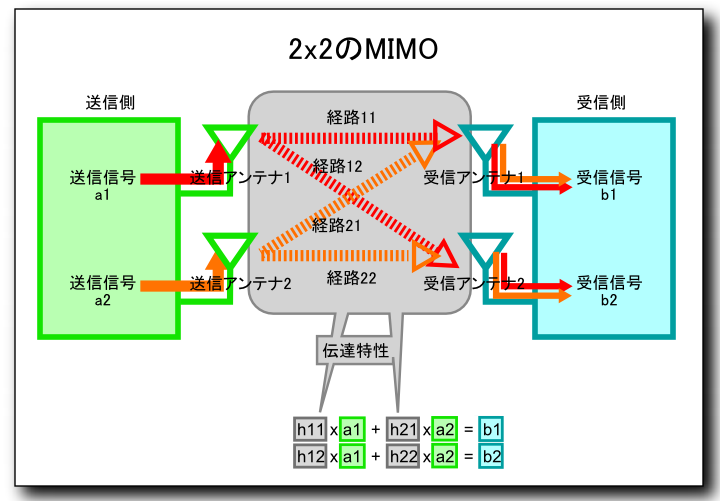
MIMOの動作概要
----
2つの送信アンテナからa1とa2という信号が出て、それぞれが合成されて2つの受信アンテナでb1とb2という信号になった時、受信アンテナ1で受けた受信信号b1は元のa1とa2に経路ごとの伝達特性h11とh21を掛けて足し合わせたものに等しくなる。受信アンテナ2で受けた受信信号b2も同様である。このため伝達特性h11とh21が判れば元の送信時の信号a1とa2が逆算できる。MIMOでは、事前に電波状況を調べるためのパイロット信号やパケットそのものの最初に信号経路の伝達特性を常時把握して、合成された信号を分離している。

WiMAXでは複数のアンテナを使用して通信速度や通信品質を確保する技術がオプションとして規定されている。WiMAXではもともと通信速度向上のためのMIMOが規定されていたが、モバイルWiMAXから通信品質向上のための技術としてAASとSTCが追加で規定された。
MIMO
MIMO（Multi-Input Multi-Outout）は、複数のアンテナを使って同じ周波数で伝送速度を高める無線通信方式の1つである。IEEE 802.11nで標準化を策定中だが、すでに広く利用は進んでいる。複数のアンテナから送信され、複数のアンテナで受信される電波は、空中で独立した伝送路を構成する。マルチパスを含めて複数の同一周波数の電波は、通常は個別に分離した受信を困難なものにするが、事前に電波状況を調べるためのパイロット信号やパケットそのものの最初に信号経路の伝達特性を把握することで、各々の分離を可能にしている。MIMOではSTCを使用することで伝送誤りを最小にするよう考慮される。
AAS
AAS（Adaptive array Antenna System、適応アレイ・アンテナ・システム）とは、複数のアンテナを使って総体としての電波の指向特性を操作することで電波干渉を低減し通信品質を高めることである。これにより、次の2つの操作が出来る。
- ビーム・フォーミング：特定方向へ放たれる電波の強度を強めたり、特定方向から来る電波の受信能力を高めたりする。
- ヌル・ステアリング：特定方向へ放たれる電波の強度を弱めたり、特定方向から来る電波の受信能力を弱めたりする。

これらによって、必要な電波だけを特定の方向にだけ送受信し不要な方向には電波を送受信しないようにして、電波ごとに通信エリアを操作できる。モバイルWiMAXでは基地局側でのオプションと考えられている。
STC
STC（Space Time Coding、時空間符号化）は、MIMOにも使用されている技術であり、送信ダイバーシチと受信ダイバーシチの2つからなる。
- 送信ダイバーシチ：送信すべきデータを冗長化してから、複数のアンテナにビット単位で分散させて同時に送信し、これを受信した側では受信状態の良かった信号のみに基づいて復号し、元のデータを得る。通常の冗長化が時間軸方向でのみ冗長度を高めるのに対して、STCでは時間軸での冗長性に加えて複数のアンテナから放たれる異なる経路・電波状況の電波信号が空間的な差異を与える点で異なる。異なる経路・状況の電波はノイズや歪みの発生が比較的拡散すると期待出来るため、時間軸とあわせると冗長性による復号の可能性がより高まる。
- 受信ダイバーシチ：送信側では複数のアンテナにビット単位で分散させて同時に送信し、これを受信した側では複数の受信信号すべてを元に合成演算を行い復号して、元のデータを得る。

## WiMAX 2
モバイルWiMAXの後継規格は"IEEE 802.16m"であり、2011年3月31日に承認された。WiMAX 2（WiMAX Release 2.0）とも呼ばれる。ITUの定める第4世代移動通信システムの一つ。現在と次世代とのモバイルWiMAX規格の比較を以下に示す。
|                               | IEEE 802.16e（現規定）                               | IEEE 802.16m（後継規格）                      | IEEE 802.16m（後継規格）                                          |
| 必須                          | IEEE 802.16e（現規定）                               | 目標                                          |                                                                   |
| ----------------------------- | ---------------------------------------------------- | --------------------------------------------- | ----------------------------------------------------------------- |
| 周波数                        | 2.3GHz, 2.5GHz, 3.3 - 3.8GHz                         | （1GHz,）2.3GHz, 2.5GHz, 3.3 - 3.8GHz         | （1GHz,）2.3GHz, 2.5GHz, 3.3 - 3.8GHz                             |
| 復信方式                      | TDD, FDD/H-FDD                                       | TDD, FDD/H-FDD                                | TDD, FDD/H-FDD                                                    |
| チャンネル帯域                | 3.5, 5, 7, 8.75, 10MHz                               | 5, 10, 20, 40MHz                              | 5, 10, 20, 40MHz                                                  |
| 最大伝送速度 （ダウンロード） | 64Mbps（2×2、チャンネル帯域が10MHzの時）             | 160Mbps以上（2×2、チャンネル帯域が20MHzの時） | 300Mbps以上（4×4、チャンネル帯域が20MHzの時）                     |
| 最大伝送速度 （アップロード） | 28Mbps（2×2、MIMO使用時、チャンネル帯域が10MHzの時） | 56Mbps（1×2、チャンネル帯域が20MHzの時）      | 112Mbps（2×4、チャンネル帯域が20MHzの時）                         |
| 最大移動速度                  | 60 - 120km/h                                         | 350km/h                                       | 500km/h                                                           |
| 遅延                          | LLA（Link Layer Access）：20ms Handoff:35-50ms       | LLA（Link Layer Access）：10ms Handoff:30ms   | LLA（Link Layer Access）：10ms Handoff:30ms                       |
| MIMO設定                      | ダウンロード：2×2 MIMO アップロード：1×2 MIMO        | ダウンロード：2×2 MIMO アップロード：1×2 MIMO | ダウンロード：2×4, 4×2, 4×4 MIMO アップロード：1×4, 2×2, 2×4 MIMO |
| 平均VoIP利用ユーザー数        | 50ユーザー/セクター/FDD MHz                          | 50ユーザー以上/セクター/FDD MHz               | 100ユーザー以上/セクター/FDD MHz                                  |
| 平均VoIP利用ユーザー数        | 25ユーザー/セクター/TDD MHz                          | 30ユーザー以上/セクター/TDD MHz               | 50ユーザー以上/セクター/TDD MHz                                   |

IEEE 802.16mでは、マルチホップリレー機能やフェムトセルへの対応や、QoSの具体的な数値化が予定されている。

### WiMAX 2.1

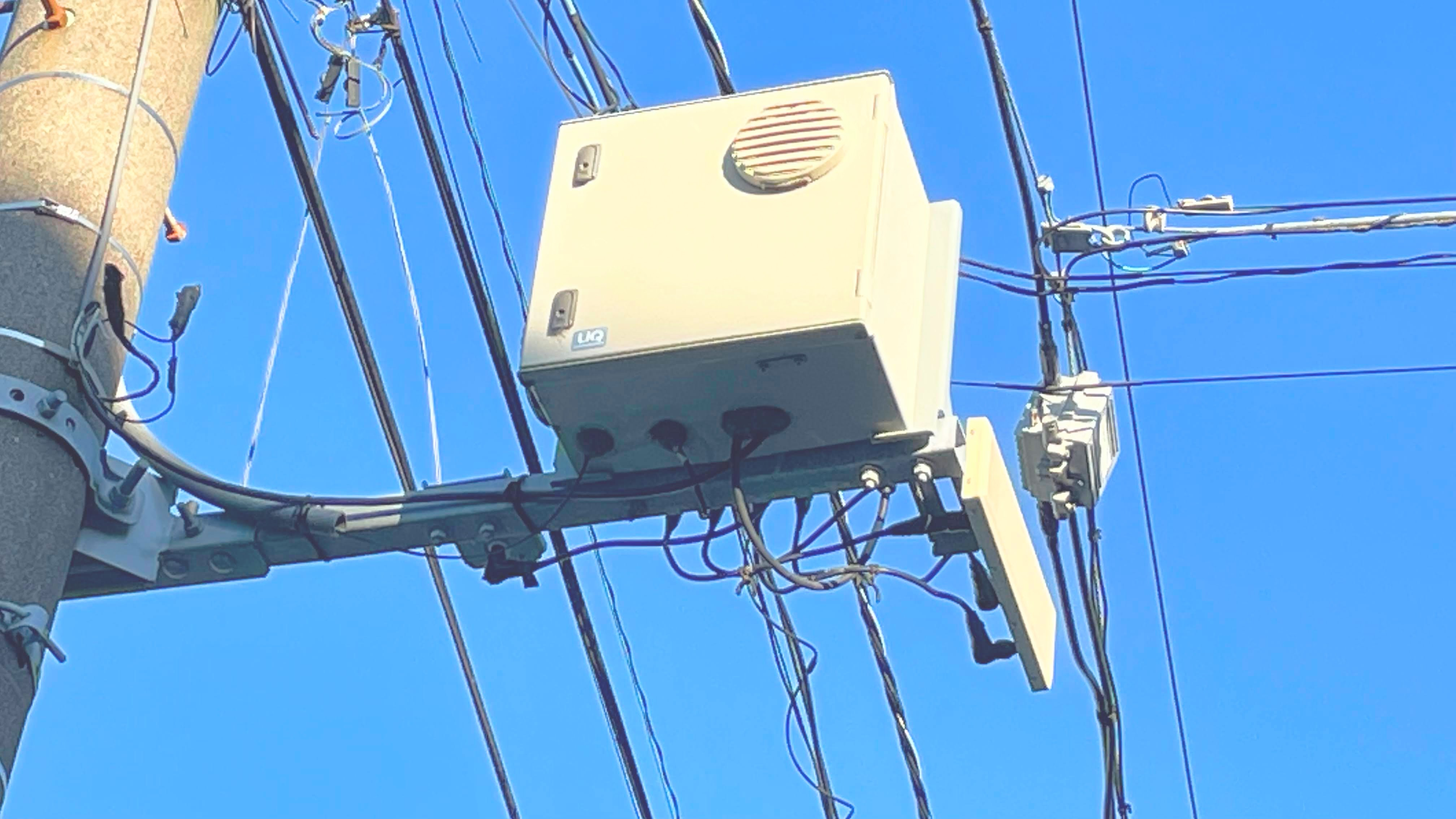
WiMAX2.1の小型基地局

WiMAX 2.0の仕様に加え、TD-LTEとの互換性を持たせた物はWiMAX Release 2.1（WiMAX 2.1）と呼ばれる。このため、TD-LTEの仕様の一部である都合上、W-CDMAサービスやLTEサービスと同様、UIMカードを採用した認証（厳密には、記録された電話番号を利用）を行う形になっている。
UQコミュニケーションズでは、従来のUQ WiMAXの後継サービスとして、WiMAX 2.1 Additional Elementsを利用したサービスを、「WiMAX 2+」のブランド名にて導入した。2013年6月24日に総務省に対して「特定基地局開設計画」の申請をUQコミュニケーションズが行い、2013年7月29日に新規割当て20MHz分を正式に取得、既存30MHz分を含め50MHzでの運用（当初は新規割り当て分のみを使用）で、2013年10月31日に下り最大110MbpsでWiMAX 2+サービスとして開始した。また、2015年3月5日より下り最大220Mbps（4×4 MIMOもしくは40MHzキャリアアグリゲーション）に高速化。通信量の制限は下り最大220Mbpsの場合は3日3GBで、これを超えると下り最大700kbpsになる。時速350kmの高速移動中の通信にも対応する。4×2 MIMOからサービスを開始し、4×2 MIMO→4×4 MIMO→8×8 MIMO、キャリアアグリゲーション（20MHz→40MHz→50MHz）、256QAM変調方式などを順次導入していき、2016年以降に下り最大440Mbps、2020年（当初は2017年）には下り最大1Gbps超を目指す予定。
UQコミュニケーションズのMVNOとして、KDDI/沖縄セルラー電話が提供するサービスは「WiMAX 2+オプション」と称する。

## 実用例
IEEEでの標準化後、2009年2月現在すでに日本と米国、韓国で商用サービスが始まっている。固定WiMAXは世界で118ヶ国、305のサービスがはじまっており、モバイルWiMAXは始まったばかりでまだ数える程である。

### 日本
UQコミュニケーションズ株式会社は、2009年2月26日から東京23区、横浜市、川崎市で試験サービス「UQWiMAX」を開始した。7月1日より有償サービスが開始された。
2009年7月1日にアイ・オー・データ機器からUSBアダプタが発売になった。これにより、UQコミュニケーションズの純正品に加えて2つのモバイルWiMAXアダプタ製品が市販されることとなった。
サービスエリアは、最初期のころには基地局開設にあたり機器トラブルが多発し伸び悩んだが、その後はKDDI系の基地局を積極的に利用併設、特に旧ツーカーの基地局跡地を再利用することで基地局設置に関する交渉および契約が不要なこともあり爆発的にエリアを拡大している。
2013年10月31日からはWiMAX 2+のサービスを110Mbpsで開始し、2015年2月からはキャリアアグリゲーション技術を利用して最大速度を220Mbpsへと増速、220Mbpsへの増速に必要な帯域を確保するため、増速したエリアでは従来のモバイルWiMAXは40Mbpsから13.3Mbpsへと減速した。

### 米国
2008年9月に、スプリント・ネクステルによって、最初のモバイルWiMAXサービスが、ボルチモア（メリーランド州）にて、サービスインした。スプリント・ネクステルの当初計画では、2008年中に、1億人をカバーする全国展開を予定していたが、大幅な出遅れと、LTE側の進展に鑑み、独自に、固定のWiMAXネットワークを展開していた、クリアワイアと共闘することを選んだ。2008年5月に両社は、クリアワイアとスプリント・ネクステルのXOHMビジネスユニットの合併を発表し、スプリント・ネクステルが、新クリアワイアの54%株主となり、以後のWiMAXネットワークの建設は新クリアワイアが行い、スプリント・ネクステルの消費者向けWiMAXサービスの販売は、引き続きスプリント・ネクステルが行うことになった。しかし、その後も、全国ネットワーク構築の遅れ、端末の品揃えなどの問題により、WiMAXの加入者数は、伸び悩んだ。2011年には、両社共、WiMAXから、LTEへシフトする方針を発表した。その後、2013年7月には、クリアワイアは、スプリントの100%子会社となり、同時に、スプリントは、ソフトバンクに買収された。2015年7月現在でも、スプリントによるWiMAXネットワークはサービスされているが、新規端末販売および既存端末のアクティベーションはすでに行われていない。さらに2015年9月には、2015年11月6日にWiMAXネットワークを停波することを発表した。